# Chinesische Astrologie
| Die im Artikel verwendete Nomenklatur orientiert sich an den Übersetzungen der in der Frühzeit in China verwendeten Bezeichnungen. Bahnbrechend war hier die Übersetzung des deutschen Theologen Richard Wilhelm im frühen 20. Jahrhundert. |

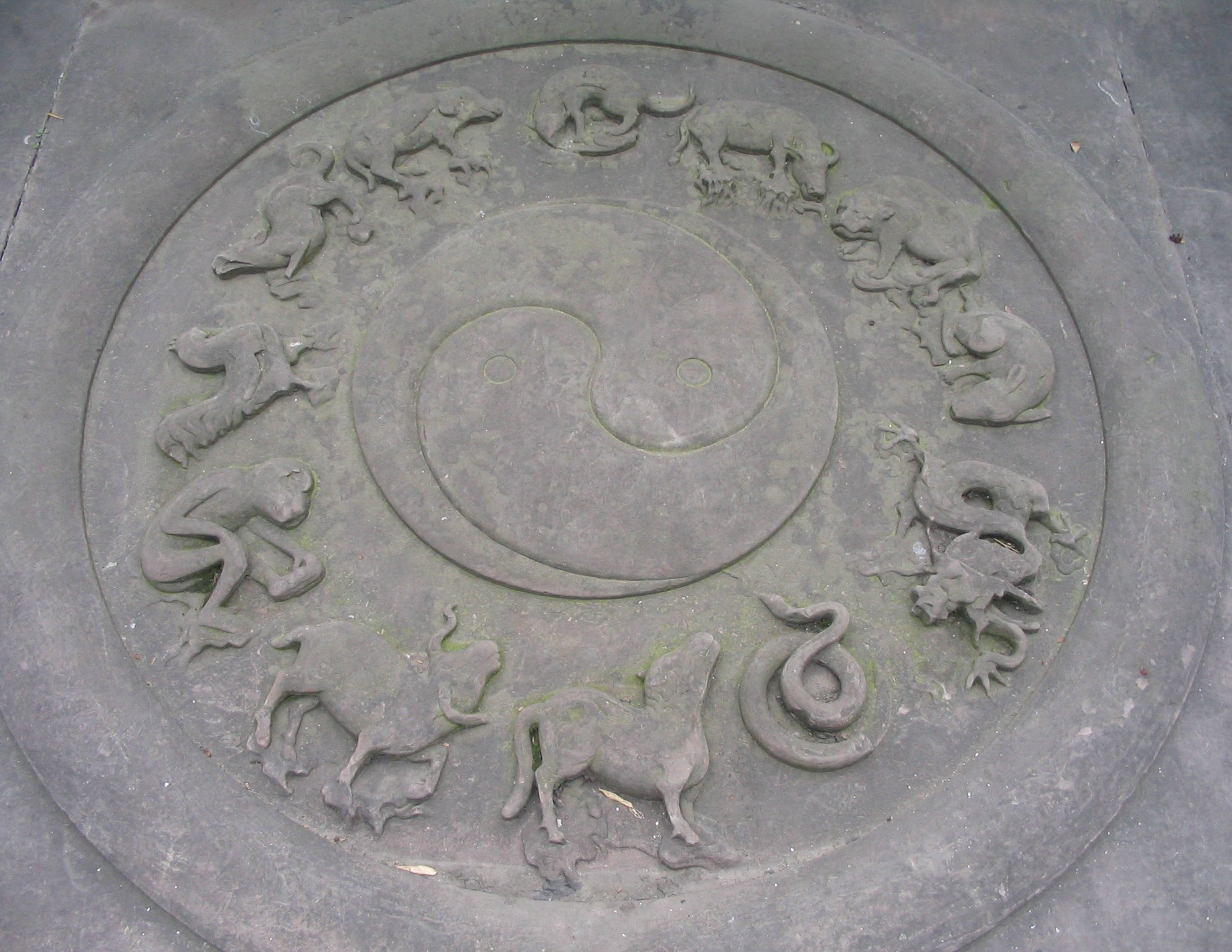
Tiere des chin. Tierkreises, Qingyanggong-Tempel, Chengdu

Die chinesische Astrologie befasst sich mit der Kunst des Sternenwahrsagens (chinesisch 占星術 / 占星朮, Pinyin zhānxīngshù).
Da sie keine Berechnung der Positionen von Sonne, Mond und Planeten zum Zeitpunkt der Geburt kennt, ist sie keine Astrologie im europäischen Sinne. Dem chinesischen Lunisolarkalender, der nach Jahr, Monat, Tag und Doppelstunde unterteilt, wurde eine Deutung unterlegt. Grundlage dafür sind die chinesische Philosophie sowie mehrere Einzeldisziplinen. Dazu gehören die Fünf-Elemente-Lehre, Yin und Yang, Kalender (Mond, Sonne), „Astronomie“ (fünf Planeten, 10 Himmelsstämme), 12 Erdzweige, Zyklen und Zeitkreis, aus denen die Textbausteine zusammengestellt werden.

## Geschichte

### Archäologie
Eine Sammlung von „Drachenknochen“ aus der Shang-Dynastie enthält Orakelknochen aus der Zeit um 1300 v. Chr. Auf einem steht folgender Text: „Am siebten Tag des Monats wurde ein Stern gesehen, in Begleitung des Feuersterns (Antares).“ ()
Wenn eine der Konstellationen am Himmel wieder sichtbar war, erfuhr der Kaiser, der als Sohn des Himmels galt, von dieser Neuigkeit durch seinen Großsekretär. Entsprechend der Jahreszeit und dem Thema gab der Kaiser seinen Ministern, Fürsten und Beamten Anweisungen. Der Großsekretär hatte die Aufgabe, Gesetze und Verordnungen zu hüten sowie den Durchgang von Sonne und Mond, Planeten und Sternen zu beobachten, damit keine Irrtümer entstehen und die Aufzeichnungen mit früheren Zeiten übereinstimmen. Denn Sonne, Mond, Planeten, Sterne, Kometen und Meteore sowie Sonnenfinsternisse enthüllen den Willen des Himmels. Hintergrund war die Rolle des Kaisers als Sohn des Himmels, durch den Himmel, Erde und Mensch in Verbindung treten.

### Legende
Der Legende nach lud Buddha, nach anderen Quellen der mythologische Jade-Kaiser Yu Di „[…] einst alle 13 Tiere der Tierkreiszeichen zu einem Fest ein. Die Katze gehörte ursprünglich auch dazu. Die Maus erzählte jedoch der Katze, dass das Fest einen Tag später stattfinden würde. Die Katze legte sich schlafen und träumte vom Fest. So kam es, dass nur zwölf Tiere, alle außer der Katze, zum Fest kamen. Das erste Tier war die Ratte (Maus), ihr folgten der Büffel (das Rind), der Tiger, der Hase, der Drache, die Schlange, das Pferd, die Ziege (das Schaf), der Affe, der Hahn (das Huhn), der Hund und schließlich das Schwein. Jedes Tier bekam ein Jahr geschenkt, und er benannte es nach ihm. So erhielt die Ratte das erste, der Büffel (das Rind) das zweite, der Tiger das dritte Jahr und das Schwein schließlich das zwölfte. Dies geschah in der Reihenfolge, in der sie gekommen waren. Alle erklärten sich damit einverstanden. Da die Katze nicht kam, wurde ihr auch kein Jahr zugeteilt, und [sie] wurde somit ausgeschlossen.“ Die Legende nennt als Erfinder der chinesischen Astrologie (Kalenderdeutung) den mythischen „Gelben Kaiser“ Huangdi (angeblich 2698 bis 2599 v. Chr.), das ist jedoch weder archäologisch noch astronomiehistorisch belegt.

### Geschichte der Chinesischen Astrologie
Ausgehend von der Vorstellung, dass China das „Reich der Mitte“ auf der flachen Erde ist, entstand der Glaube vom „Sohn des Himmels“, den der Kaiser als irdische Entsprechung darstellt (Chinesische Mythologie, Shennong, Fu Xi, Huáng Dì). Die Menschen glaubten nicht an Götter, die ihr Schicksal bestimmten. Sie glaubten vielmehr daran, dass jenem das Glück zuteil würde, der den Weisungen des Himmels folgte. Disharmonien auf der Erde wurde auf die himmlischen Regionen übertragen und umgekehrt. Finsternisse und Kometen galten als Zeichen himmlischer Unordnungen, die auf das unrichtige Verhalten des Kaisers und seiner Minister hinwiesen. Der Kaiser als „Sohn des Himmels“ sollte auf die Harmonie zwischen Himmel und Erde achten. Darunter wurde das Wechselspiel der Kräfte verstanden, bei dem Himmel, Mensch und Erde ein harmonisches Gleichgewicht anstreben. Dies sollte in der Praxis anhand der Lehre von Yin und Yang sowie die Fünf-Elemente-Lehre entsprechend den Rhythmen des Jahres, des Monats, des Tages und der Stunden umgesetzt werden.
Die Zeitrechnung für diesen Harmonierhythmus entwarfen die kaiserlichen Astronomen. Dazu gehörte, die Zeiten der Jahreszeiten (Sonnenlauf, solares Jahr) und die verschiedenen Mondphasen (Mondlauf, lunares Jahr) zu bestimmen und Mond- und Sonnenkalender entwickelten sich zu dem lunisolaren Chinesischen Kalender. Er enthielt 24 Eintragungen für bäuerliche Aktivitäten wie Aussaat und Ernte und Festtage, Hinweise auf mögliche glückliche und unglückliche Tage, sowie über die Dauer der „Einkehr der Herrscher“. „… Er bereist das Reich in der Richtung des Sonnenlaufs (天道,  tiān dào,  T‘ien1-tao4), damit so wie die Himmelsrichtungen mit den Jahreszeiten auch die Insignien seiner Anhänger mit den emblematischen Tugenden der vier Weltquartiere in Einklang kommen; er stellt damit seine Fähigkeit, im 'Land der Menschen‘ (天下,  tiān xià,  T‘ien1-hsia4) eine himmlische Ordnung (天道,  tiān dào,  T‘ien1-tao4) einzuführen, unter Beweis – und verdient damit den Titel 'Himmelssohn‘ (天子,  tiān zǐ,  T‘ien1-tzu3), zeigt er doch so, dass er den 'Weg des Himmels‘ (天道,  tiān dào,  T‘ien1-tao4) einhält …“.
Die Bewegungen von Sonne und Mond wurden dokumentiert, die der Planeten Merkur, Venus, Mars, Jupiter und Saturn jedoch nicht – anders als bei den Babyloniern. Die Sterne wurden, vergleichbar mit Babylonien, zu Sternbildern gruppiert. Es gab einen Sternkatalog, in dem 809 Sterne in 122 Sternbildern verzeichnet waren. Gelegentlich wurde auch eine Sonnenfinsternis beobachtet. Während der Han-Dynastie entwickelte sich die Astronomie weiter. Sie dokumentierte den Halleyschen Kometen in den Jahren 989, 1066, 1145, 1301 sowie 1054 die der Supernova im Sternbild Stier.
Die chinesische Astrologie spielt im Alltag eine Rolle, beispielsweise bei Beerdigungen und Hochzeiten.
Im Roman Kin Ping Meh (Jin Ping Mei), erschienen um 1600, wird folgende Szene beschrieben: Die Heiratsvermittlerin, die für ihren Auftraggeber um die Hand von Yü Loh wirbt, sagt: „‚[…] Wenn ihr nun gewillt seid, meinen Vorschlag anzunehmen, dann seid so gut und schreibt die Karte mit den acht Zeichen Eures Geburtsdatums auf, damit Herr Li Euer Jawort schriftlich hat.‘ Mon Yü Loh wählte einen Streifen roten Atlasstoffes (rot, die Farbe des Anstandes) aus und ließ vom Provisor Fu die gewünschten acht Zeichen kunstgerecht darauf malen […]“ (zitiert aus Anton Lübke)
Erwin Wickert schrieb 1982: „[…] ich fragte den Sohn, ob er seine Braut schon lange kenne. 'Nein', antwortete der Vater, 'sie ist ja aus der Nachbarkommune; aber der Mittelsmann hat uns natürlich die Geburtsdaten gebracht, und einer, der sich darauf versteht, hat die Geburtszeichen miteinander verglichen und gefunden, daß sie zusammenpassten. Gesehen hat mein Sohn sie in der letzten Woche.'“ (Wickert)

### Chinesische Philosophie
In der chinesischen Philosophie gab es in den Denkschulen der Klassischen Zeit Fachleute für das Sternenwahrsagen. Sima Qian beschreibt in den Shiji (Historische Annalen), dem ersten großen Universalgeschichtswerk Chinas, dass Zou Yan (305–240 v. Chr.) die Vorstellungen von Yin und Yang und den Fünf Elementen miteinander verknüpft und sie auf die Astrologie angewendet hat.
Die fünf Elemente sind jeweils Yang und Yin zugeordnet. Die sich so ergebenden 10 Kombinationen entsprechen auch den 10 Jahresendziffern.

| Ziffer | Element | Yin/Yang | Planet  |
| ------ | ------- | -------- | ------- |
| 0      | Metall  | Yang     | Venus   |
| 1      | Metall  | Yin      | Venus   |
| 2      | Wasser  | Yang     | Merkur  |
| 3      | Wasser  | Yin      | Merkur  |
| 4      | Holz    | Yang     | Jupiter |
| 5      | Holz    | Yin      | Jupiter |
| 6      | Feuer   | Yang     | Mars    |
| 7      | Feuer   | Yin      | Mars    |
| 8      | Erde    | Yang     | Saturn  |
| 9      | Erde    | Yin      | Saturn  |

## Lunisolarer Kalender
Der chinesische Kalender ist ein lunisolarer Kalender, d. h., er wird vom Mond regiert und nach der Sonne korrigiert. Ein Jahr besteht aus zwölf Monaten von 29 oder 30 Tagen – die genaue Zeit zwischen zwei Neumonden beträgt 29,53 Tage –, also insgesamt 354 Tage. Da diese Zeitspanne gegenüber dem Sonnenjahr um etwa elf Tage zu kurz ist, würden sich schon bald Verschiebungen der Jahreszeiten ergeben. Dem wird durch Einfügen eines 13. Monats begegnet, sobald die Differenz von fast einem Monat erreicht ist. Im chinesischen Kalender fällt das Neujahrsfest auf den zweiten Neumond nach der Wintersonnenwende. Dieser Zeitpunkt fällt zwischen den 21. Januar und den 21. Februar.

## Zehn Himmelsstämme
Die Beobachtung der Wechsel der Jahreszeiten in Verbindung mit den vier Himmelsrichtungen und der Zuordnung nach Yin und Yang sowie nach den fünf Elementen, führte zu der Einteilung nach Himmelsstämmen.
1. Osten: Frühling
  1. Mond (Yin-Zeichen 乙, Yǐ) und Sonne (Yang-Zeichen 甲, Jiǎ)
  2. Holz, Jupiter, Blauer Drache, Zeit der Rückkehr des Regens und der Wiederauferstehung des Drachen
2. Süden: Sommer
  1. Mond (Yin-Zeichen 丁, Dīng), Yin und Sonne (Yang-Zeichen 丙, Bǐng)
  2. Feuer, Mars, Roter Vogel (Fasan), Zeit der Wanderungen der Zugvögel aus Nepal und Tibet nach Osten und ihrer Ankunft mit den Sommerwinden
3. Westen: Herbst
  1. Mond (Yin-Zeichen 辛, Yīn) und Sonne (Yang-Zeichen 庚, Gēng)
  2. Metall, Venus, Weißer Tiger, Zeit der Wanderung des Tigers in die Ebenen, um dort zu fressen
4. Norden: Winter
  1. Mond (Yin-Zeichen 癸, Guǐ), Yin und Sonne (Yang-Zeichen 壬, Rén)
  2. Wasser, Merkur, Schwarzer Krieger/Schwarze Schildkröte, Zeit des Winterschlafs der Schildkröte
5. Mitte: Letztes Fünftel aller Jahreszeiten
  1. Mond (Yin-Zeichen 己, Jǐ), Yin und Sonne (Yang-Zeichen 戊, Wù)
  2. Erde, Saturn, Polarstern, Großer und Kleiner Bär

Die Tiere, die den Himmelsrichtungen zugeordnet sind, symbolisieren Lebensenergien. Die traditionellen Schriftzeichen für die Tiere bedeuten in diesem Zusammenhang nicht, dass damit das lebendige Tier, etwa die Ratte oder Maus gemeint ist. Ein Zeichen für sich allein gestellt kann etwas anderes bedeuten, als wenn es zusammen mit einem zweiten oder dritten dargestellt wird. Gerade die chinesische Schrift bedient sich der Vereinfachung, die nur im Zusammenhang verständlich wird.

## Zeitkreise (Zyklen oder Perioden)

### 12 Jahre und 60 Jahre
Jeder Zeitkreis beginnt mit einem „Jahr der Ratte“, das in zwölfjähriger Folge wiederkehrt (1960, 1972, 1984, 1996, 2008, 2020, 2032 und so folgend). Da den Tierzeichen zusätzlich für jedes Jahr ein Element aus der Fünf-Elemente-Lehre Holz, Feuer, Erde, Metall oder Wasser zugeordnet wird, gibt es nicht nur das „Jahr der Ratte“, sondern das Jahr der „Wasser-Ratte“ oder das Jahr des „Feuer-Tigers“. Ein solcher Zeitkreis dauert 60 Jahre und beginnt dann wieder von vorne. Die 60-jährige Periode begann, der Legende nach, 2637 v. Chr. Ebenso werden die Zeichen, Elemente, Yin und Yang sowie Planeten auch zur Bezeichnung der Jahre, Monate, Tage und Stunden gebraucht. Im Folgenden eine Liste der Jahre von 1900 bis 2080, bei der Anfang und Ende, das Tierzeichen, das Element, das chinesische Zeichen und die Umschrift genannt werden.
| Anfang     | Ende       | Anfang     | Ende       | Anfang     | Ende       | ☯    | Element   | Zeichen     | 干支 | 干支 in Pinyin |
| ---------- | ---------- | ---------- | ---------- | ---------- | ---------- | ---- | --------- | ----------- | ---- | -------------- |
| 31.01.1900 | 18.02.1901 | 28.01.1960 | 14.02.1961 | 25.01.2020 | 11.02.2021 | Yáng | 金 Metall | 鼠 Ratte    | 庚子 | gēngzǐ         |
| 19.02.1901 | 07.02.1902 | 15.02.1961 | 04.02.1962 | 12.02.2021 | 31.01.2022 | Yīn  | 金 Metall | 牛 Büffel   | 辛丑 | xīnchǒu        |
| 08.02.1902 | 28.01.1903 | 05.02.1962 | 24.01.1963 | 01.02.2022 | 21.01.2023 | Yáng | 水 Wasser | 虎 Tiger    | 壬寅 | rényín         |
| 29.01.1903 | 15.02.1904 | 25.01.1963 | 12.02.1964 | 22.01.2023 | 09.02.2024 | Yīn  | 水 Wasser | 兔 Hase     | 癸卯 | guǐmǎo         |
| 16.02.1904 | 03.02.1905 | 13.02.1964 | 01.02.1965 | 10.02.2024 | 28.01.2025 | Yáng | 木 Holz   | 龍 Drache   | 甲辰 | jiǎchén        |
| 04.02.1905 | 24.01.1906 | 02.02.1965 | 20.01.1966 | 29.01.2025 | 16.02.2026 | Yīn  | 木 Holz   | 蛇 Schlange | 乙巳 | yǐsì           |
| 25.01.1906 | 12.02.1907 | 21.01.1966 | 08.02.1967 | 17.02.2026 | 05.02.2027 | Yáng | 火 Feuer  | 馬 Pferd    | 丙午 | bǐngwǔ         |
| 13.02.1907 | 01.02.1908 | 09.02.1967 | 29.01.1968 | 06.02.2027 | 25.01.2028 | Yīn  | 火 Feuer  | 羊 Schaf    | 丁未 | dīngwèi        |
| 02.02.1908 | 21.01.1909 | 30.01.1968 | 16.02.1969 | 26.01.2028 | 12.02.2029 | Yáng | 土 Erde   | 猴 Affe     | 戊申 | wùshēn         |
| 22.01.1909 | 09.02.1910 | 17.02.1969 | 05.02.1970 | 13.02.2029 | 02.02.2030 | Yīn  | 土 Erde   | 雞 Hahn     | 己酉 | jǐyǒu          |
| 10.02.1910 | 29.01.1911 | 06.02.1970 | 26.01.1971 | 03.02.2030 | 22.01.2031 | Yáng | 金 Metall | 狗 Hund     | 庚戌 | gēngxū         |
| 30.01.1911 | 17.02.1912 | 27.01.1971 | 14.02.1972 | 23.01.2031 | 10.02.2032 | Yīn  | 金 Metall | 豬 Schwein  | 辛亥 | xīnhài         |
| 18.02.1912 | 05.02.1913 | 15.02.1972 | 02.02.1973 | 11.02.2032 | 30.01.2033 | Yáng | 水 Wasser | 鼠 Ratte    | 壬子 | rénzǐ          |
| 06.02.1913 | 25.01.1914 | 03.02.1973 | 22.01.1974 | 31.01.2033 | 18.02.2034 | Yīn  | 水 Wasser | 牛 Büffel   | 癸丑 | guǐchǒu        |
| 26.01.1914 | 13.02.1915 | 23.01.1974 | 10.02.1975 | 19.02.2034 | 08.02.2035 | Yáng | 木 Holz   | 虎 Tiger    | 甲寅 | jiǎyín         |
| 14.02.1915 | 02.02.1916 | 11.02.1975 | 30.01.1976 | 07.02.2035 | 27.01.2036 | Yīn  | 木 Holz   | 兔 Hase     | 乙卯 | yǐmǎo          |
| 03.02.1916 | 22.01.1917 | 31.01.1976 | 17.02.1977 | 28.01.2036 | 14.02.2037 | Yáng | 火 Feuer  | 龍 Drache   | 丙辰 | bǐngchén       |
| 23.01.1917 | 10.02.1918 | 18.02.1977 | 06.02.1978 | 15.02.2037 | 03.02.2038 | Yīn  | 火 Feuer  | 蛇 Schlange | 丁巳 | dīngsì         |
| 11.02.1918 | 31.01.1919 | 07.02.1978 | 27.01.1979 | 04.02.2038 | 23.01.2039 | Yáng | 土 Erde   | 馬 Pferd    | 戊午 | wùwǔ           |
| 01.02.1919 | 19.02.1920 | 28.01.1979 | 15.02.1980 | 24.01.2039 | 11.02.2040 | Yīn  | 土 Erde   | 羊 Schaf    | 己未 | jǐwèi          |
| 20.02.1920 | 07.02.1921 | 16.02.1980 | 04.02.1981 | 12.02.2040 | 31.01.2041 | Yáng | 金 Metall | 猴 Affe     | 庚申 | gēngshēn       |
| 08.02.1921 | 27.01.1922 | 05.02.1981 | 24.01.1982 | 01.02.2041 | 21.01.2042 | Yīn  | 金 Metall | 雞 Hahn     | 辛酉 | xīnyǒu         |
| 28.01.1922 | 15.02.1923 | 25.01.1982 | 12.02.1983 | 22.01.2042 | 09.02.2043 | Yáng | 水 Wasser | 狗 Hund     | 壬戌 | rénxū          |
| 16.02.1923 | 04.02.1924 | 13.02.1983 | 01.02.1984 | 10.02.2043 | 29.01.2044 | Yīn  | 水 Wasser | 豬 Schwein  | 癸亥 | guǐhài         |
| 05.02.1924 | 24.01.1925 | 02.02.1984 | 19.02.1985 | 30.01.2044 | 16.02.2045 | Yáng | 木 Holz   | 鼠 Ratte    | 甲子 | jiǎzǐ (60 J.→) |
| 25.01.1925 | 12.02.1926 | 20.02.1985 | 08.02.1986 | 17.02.2045 | 05.02.2046 | Yīn  | 木 Holz   | 牛 Büffel   | 乙丑 | yǐchǒu         |
| 13.02.1926 | 01.02.1927 | 09.02.1986 | 28.01.1987 | 06.02.2046 | 25.01.2047 | Yáng | 火 Feuer  | 虎 Tiger    | 丙寅 | bǐngyín        |
| 02.02.1927 | 22.01.1928 | 29.01.1987 | 16.02.1988 | 26.01.2047 | 13.02.2048 | Yīn  | 火 Feuer  | 兔 Hase     | 丁卯 | dīngmǎo        |
| 23.01.1928 | 09.02.1929 | 17.02.1988 | 05.02.1989 | 14.02.2048 | 01.02.2049 | Yáng | 土 Erde   | 龍 Drache   | 戊辰 | wùchén         |
| 10.02.1929 | 29.01.1930 | 06.02.1989 | 26.01.1990 | 02.02.2049 | 22.01.2050 | Yīn  | 土 Erde   | 蛇 Schlange | 己巳 | jǐsì           |
| 30.01.1930 | 16.02.1931 | 27.01.1990 | 14.02.1991 | 23.01.2050 | 10.02.2051 | Yáng | 金 Metall | 馬 Pferd    | 庚午 | gēngwǔ         |
| 17.02.1931 | 05.02.1932 | 15.02.1991 | 03.02.1992 | 11.02.2051 | 31.01.2052 | Yīn  | 金 Metall | 羊 Schaf    | 辛未 | xīnwèi         |
| 06.02.1932 | 25.01.1933 | 04.02.1992 | 22.01.1993 | 01.02.2052 | 18.02.2053 | Yáng | 水 Wasser | 猴 Affe     | 壬申 | rénshēn        |
| 26.01.1933 | 13.02.1934 | 23.01.1993 | 09.02.1994 | 19.02.2053 | 07.02.2054 | Yīn  | 水 Wasser | 雞 Hahn     | 癸酉 | guǐyǒu         |
| 14.02.1934 | 03.02.1935 | 10.02.1994 | 30.01.1995 | 08.02.2054 | 27.01.2055 | Yáng | 木 Holz   | 狗 Hund     | 甲戌 | jiǎxū          |
| 04.02.1935 | 23.01.1936 | 31.01.1995 | 18.02.1996 | 28.01.2055 | 14.02.2056 | Yīn  | 木 Holz   | 豬 Schwein  | 乙亥 | jǐhài          |
| 24.01.1936 | 10.02.1937 | 19.02.1996 | 06.02.1997 | 15.02.2056 | 03.02.2057 | Yáng | 火 Feuer  | 鼠 Ratte    | 丙子 | bǐngzǐ         |
| 11.02.1937 | 30.01.1938 | 07.02.1997 | 27.01.1998 | 04.02.2057 | 23.01.2058 | Yīn  | 火 Feuer  | 牛 Büffel   | 丁丑 | dīngchǒu       |
| 31.01.1938 | 18.02.1939 | 28.01.1998 | 15.02.1999 | 24.01.2058 | 11.02.2059 | Yáng | 土 Erde   | 虎 Tiger    | 戊寅 | wùyín          |
| 19.02.1939 | 07.02.1940 | 16.02.1999 | 04.02.2000 | 12.02.2059 | 01.02.2060 | Yīn  | 土 Erde   | 兔 Hase     | 己卯 | jǐmǎo          |
| 08.02.1940 | 26.01.1941 | 05.02.2000 | 23.01.2001 | 02.02.2060 | 20.01.2061 | Yáng | 金 Metall | 龍 Drache   | 庚辰 | gēngchén       |
| 27.01.1941 | 14.02.1942 | 24.01.2001 | 11.02.2002 | 21.01.2061 | 08.02.2062 | Yīn  | 金 Metall | 蛇 Schlange | 辛巳 | xīnsì          |
| 15.02.1942 | 04.02.1943 | 12.02.2002 | 31.01.2003 | 09.02.2062 | 28.01.2063 | Yáng | 水 Wasser | 馬 Pferd    | 壬午 | rénwǔ          |
| 05.02.1943 | 24.01.1944 | 01.02.2003 | 21.01.2004 | 29.01.2063 | 16.02.2064 | Yīn  | 水 Wasser | 羊 Schaf    | 癸未 | guǐwèi         |
| 25.01.1944 | 12.02.1945 | 22.01.2004 | 08.02.2005 | 17.02.2064 | 04.02.2065 | Yáng | 木 Holz   | 猴 Affe     | 甲申 | jiǎshēn        |
| 13.02.1945 | 01.02.1946 | 09.02.2005 | 28.01.2006 | 05.02.2065 | 25.01.2066 | Yīn  | 木 Holz   | 雞 Hahn     | 乙酉 | yǐyǒu          |
| 02.02.1946 | 21.01.1947 | 29.01.2006 | 17.02.2007 | 26.01.2066 | 13.02.2067 | Yáng | 火 Feuer  | 狗 Hund     | 丙戌 | bǐngxū         |
| 22.01.1947 | 09.02.1948 | 18.02.2007 | 06.02.2008 | 14.02.2067 | 02.02.2068 | Yīn  | 火 Feuer  | 豬 Schwein  | 丁亥 | dīnghài        |
| 10.02.1948 | 28.01.1949 | 07.02.2008 | 25.01.2009 | 03.02.2068 | 22.01.2069 | Yáng | 土 Erde   | 鼠 Ratte    | 戊子 | wùzǐ           |
| 29.01.1949 | 16.02.1950 | 26.01.2009 | 13.02.2010 | 23.01.2069 | 10.02.2070 | Yīn  | 土 Erde   | 牛 Büffel   | 己丑 | jǐchǒu         |
| 17.02.1950 | 05.02.1951 | 14.02.2010 | 02.02.2011 | 11.02.2070 | 30.01.2071 | Yáng | 金 Metall | 虎 Tiger    | 庚寅 | gēngyín        |
| 06.02.1951 | 26.01.1952 | 03.02.2011 | 22.01.2012 | 31.01.2071 | 18.02.2072 | Yīn  | 金 Metall | 兔 Hase     | 辛卯 | xīnmǎo         |
| 27.01.1952 | 13.02.1953 | 23.01.2012 | 09.02.2013 | 19.02.2072 | 06.02.2073 | Yáng | 水 Wasser | 龍 Drache   | 壬辰 | rénchén        |
| 14.02.1953 | 02.02.1954 | 10.02.2013 | 30.01.2014 | 07.02.2073 | 26.01.2074 | Yīn  | 水 Wasser | 蛇 Schlange | 癸巳 | guǐsì          |
| 03.02.1954 | 23.01.1955 | 31.01.2014 | 18.02.2015 | 27.01.2074 | 14.02.2075 | Yáng | 木 Holz   | 馬 Pferd    | 甲午 | jiǎwǔ          |
| 24.01.1955 | 11.02.1956 | 19.02.2015 | 07.02.2016 | 15.02.2075 | 04.02.2076 | Yīn  | 木 Holz   | 羊 Schaf    | 乙未 | yǐwèi          |
| 12.02.1956 | 30.01.1957 | 08.02.2016 | 27.01.2017 | 05.02.2076 | 23.01.2077 | Yáng | 火 Feuer  | 猴 Affe     | 丙申 | bǐngshēn       |
| 31.01.1957 | 17.02.1958 | 28.01.2017 | 15.02.2018 | 24.01.2077 | 11.02.2078 | Yīn  | 火 Feuer  | 雞 Hahn     | 丁酉 | dīngyǒu        |
| 18.02.1958 | 07.02.1959 | 16.02.2018 | 04.02.2019 | 12.02.2078 | 01.02.2079 | Yáng | 土 Erde   | 狗 Hund     | 戊戌 | wùxū           |
| 08.02.1959 | 27.01.1960 | 05.02.2019 | 24.01.2020 | 02.02.2079 | 21.01.2080 | Yīn  | 土 Erde   | 豬 Schwein  | 己亥 | jǐhài          |

干支 (Gānzhī) ist die chinesische Bezeichnung für die Himmelsstämme (天干) und Erdzweige (地支) beziehungsweise eine der 60 möglichen Kombinationen im 60-Jahre-Zyklus.
Dieser 60-Jahres-Zyklus beginnt im Yang-Yin-Wechsel (männliches und weibliches Prinzip) jeweils mit der „männlichen“ Holz-Ratte (甲子) und endet mit dem „weiblichen“ Wasser-Schwein (癸亥). Daher wurde in der Tabelle jeweils der Zyklusanfang hervorgehoben. Das nächste Mal werden sich Wasser-Schwein und Holz-Ratte mit neuem Zyklusbeginn Anfang 2044 abwechseln. Wer im Februar oder danach 60 wird, findet wieder zu der Konstellation zu seiner Geburtszeit zurück.

### Geburtszeit
Zuerst wurde nur das Geburtsjahr berücksichtigt, dann im Laufe der Zeit auch Geburtstag, -monat und -stunde. Xu Juyi, der in der zweiten Hälfte des 10. Jahrhunderts gelebt haben soll, war der erste, der die Tageszeit zur Schicksalsberechnung verwendete.
Die Monatszählung soll 1900 v. Chr. mit Tiger (Ping, Ying, Feuer) begonnen worden sein. Bei den zwölf Monaten wiederholen sich die gleichen Zeichen nach fünf Jahren (12 Monate × 5 Jahre = 60 Monate).
Die Tageszählung soll 1900 v. Chr. mit Tiger (Kia, Ying, Holz) begonnen worden sein. Sie werden fortlaufend gezählt, unabhängig vom Zeitkreis, durchgehend, von 1 bis 12, beginnend mit Tiger, Hase, Drache ... und bis Hund, Schwein, Ratte/Maus.
Die Stundenzählung beginnt um 23 Uhr und die erste Doppelstunde dauert bis 1 Uhr. Auch hier tauchen wieder die 12 Erdzweige auf (s. oben):
1. Doppelstunde: 23–01 Uhr, 子 zĭ: Ratte (鼠 shŭ), (Yang) Holz, angriffslustig, sentimental
2. Doppelstunde: 01–03 Uhr, 丑 chŏu: Büffel/Rind (牛 niú), (Yin) Holz, sanft, arbeitsam
3. Doppelstunde: 03–05 Uhr, 寅 yín: Tiger (虎 hŭ), (Yin) Metall, verwegen, heißblütig
4. Doppelstunde: 05–07 Uhr, 卯 măo: Hase (兔 tù), (Yang) Metall, gutmütig, sanft
5. Doppelstunde: 07–09 Uhr, 辰 chén: Drache (龍 lóng), (Yang) Erde, geistreich, einzelgängerisch
6. Doppelstunde: 09–11 Uhr, 巳 sì: Schlange (蛇 shé), (Yin) Erde, schlau, listig
7. Doppelstunde: 11–13 Uhr, 午 wŭ: Pferd (馬 mă), (Yin) Kaiserliches Feuer, ungeduldig, gesellig
8. Doppelstunde: 13–15 Uhr, 未 wèi: Schaf/Ziege (羊 yáng), (Yang) Kaiserliches Feuer, artig, kapriziös
9. Doppelstunde: 15–17 Uhr, 申 shēn: Affe (猴 hóu), (Yang) Wasser, wendig, flexibel
10. Doppelstunde: 17–19 Uhr, 酉 yŏu: Hahn (鷄 jī), (Yin) Wasser, stolz, protzig
11. Doppelstunde: 19–21 Uhr, 戌 xū: Hund (狗 gŏu), (Yin) Ministerielles Feuer, treu, sozial
12. Doppelstunde: 21–23 Uhr, 亥 hài: Schwein (猪 zhū), (Yang) Ministerielles Feuer, ehrlich, redlich

## Kritik
Es sind keine wissenschaftlichen Studien zum Thema „Chinesische Astrologie“ bekannt. Im Lehrbuch „Das chinesische Horoskop“ wird die Frage erörtert, ob die angeführten Fälle richtig seien. Der Autor meint, „das meiste stimmt, doch nicht alles“ und ergänzt, „da niemand von sich selber weiß, inwieweit er dem Drange ‚nachzuhelfen‘ erlegen ist, so hat dies ja keine Beweiskraft …“ Der chinesische Sterndeuter sei um eine Erklärung nicht verlegen gewesen. Er habe einen Satz von 24 Büchern genannt, etwa um das Jahr 1700 beginnend, womit man das große chinesische Horoskop stellen könne – aber er verweigerte dem Autor den Zugang dazu. Abschließend meint Weber: „Die Beschäftigung mit chinesischer Sterndeutung bringt zum mindesten einen Gewinn: sie veranlasst uns, die Voraussetzungen unserer eigenen Sterndeutung nachzuprüfen!“